# مكتبة سمعية بصرية

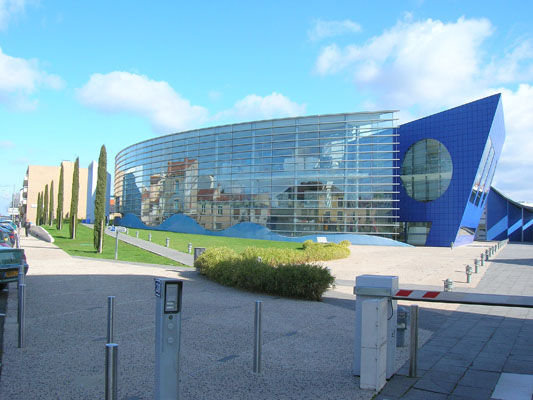
المكتبة السمعية البصرية ب روآن ب فرنسا

المكتبة السمعية البصرية عبارة عن مؤسسة، عمومية في الغالب، تحفظ أنواع مختلفة من وسائل الاعلام السمعية والبصرية.، وقد انتشر مفهوم هذا النوع من المكتبات في سنوات الثمانينيات عندما اعتُبر المحتوى السمعي البصري (الوثائق الصوتية وتسجيلات الفيديو) شهادات ثقافية لها نفس درجة أهمية المحتوى الكتابي.